# Bivacco Giorgio e Renzo Novella
Il bivacco Giorgio e Renzo Novella è un bivacco che si trova in sullo spartiacque tra la Valle d'Aosta (Valtournenche) e la Svizzera (canton Vallese).
È ubicato sulla punta Maria Cristina (3708 m s.l.m.).

## Storia
Il bivacco è stato inaugurato nel 1983 ed è dedicato alla memoria degli alpinisti Giorgio e Renzo Novella.

## Accesso
Il bivacco è raggiungibile dal rifugio Duca degli Abruzzi all'Oriondé con percorso alpinistico di 4h e 30 circa o dal bivacco Enzo e Nino Benedetti (poco più in alto del Col Tournanche - 3510 m) in circa 2h con grado di difficoltà AD.

## Ascensioni
Il bivacco serve per la salita alla Dent d'Hérens (cresta est) e alla punta Maria Cristina.

## Traversate
- Bivacco Paolo Perelli Cippo